# Contea di Fulton (Illinois)
La contea di Fulton (in inglese Fulton County) è una contea dello Stato dell'Illinois, negli Stati Uniti. La popolazione al censimento del 2000 era di 38 250 abitanti. Il capoluogo di contea è Lewistown.